# Somabrachys unicolor
Somabrachys unicolor is een vlinder uit de familie van de Somabrachyidae. De wetenschappelijke naam van de soort is voor het eerst geldig gepubliceerd in 1909 door Oberthür.